# 디지털 데이터

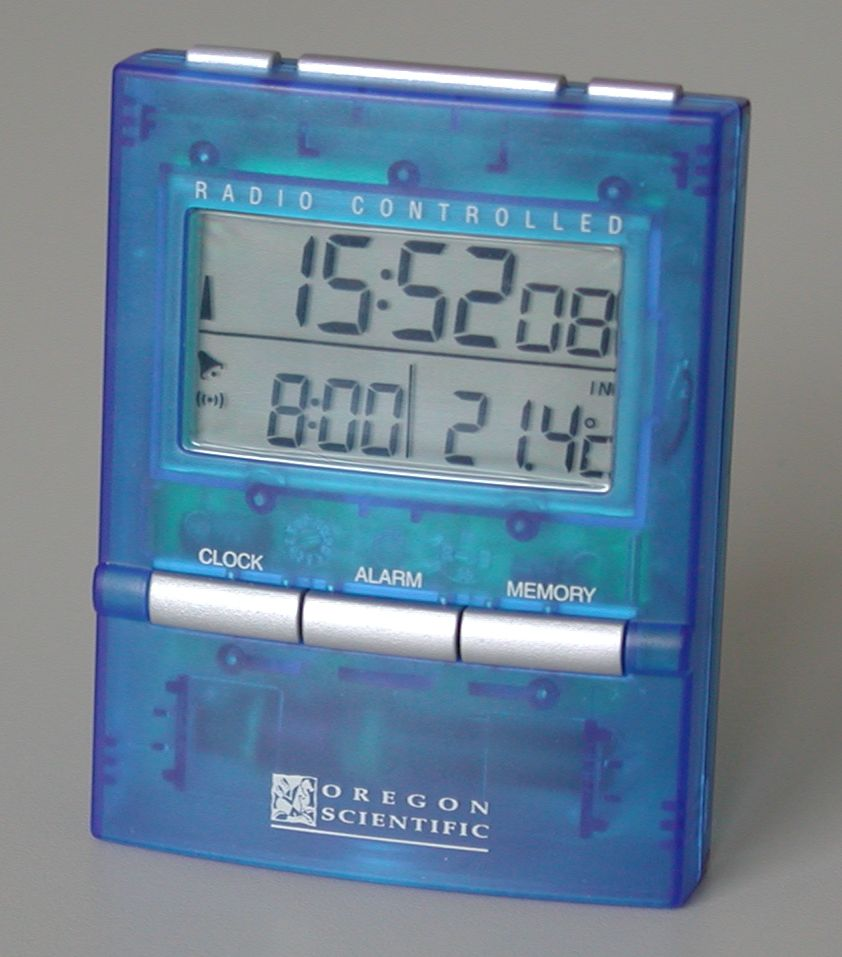
디지털 시계. 임의의 순간에 숫자로 표시되는 시간은 디지털 데이터이다. 실제 정확한 시간은 아날로그 데이터이다.

디지털 데이터(digital data)는 정보 이론 및 정보 시스템에서 각각 알파벳에서 유한한 수의 값만 가질 수 있는 이산 기호 문자열로 표현되는 정보이다. 예를 들어, 영숫자 문자열로 구성된 텍스트 문서가 있다. 최신 정보 시스템에서 가장 일반적인 디지털 데이터 형식은 이진 데이터이며, 각각 0 또는 1의 두 값 중 하나를 가질 수 있는 이진수 문자열로 표현된다.
디지털 데이터는 실수의 연속 변수 범위에서 값으로 표현되는 아날로그 데이터와 대조될 수 있다. 아날로그 데이터는 아날로그로 전송되는데, 이는 연속적인 값을 가질 뿐만 아니라 시간과 함께 연속적으로 변할 수 있는 시간의 연속적인 실수 함수이다. 예를 들어, 음파의 공기 압력 변화가 있다.
디지털이라는 단어는 손가락이 종종 셈에 사용되기 때문에 손발가락과 digitus(손가락을 의미하는 라틴어 단어)와 같은 어원을 가지고 있다. 벨 전화 연구소의 수학자 조지 스티비츠는 1942년 대공포의 조준 및 발사를 위해 설계된 장치에서 방출되는 빠른 전기 펄스를 지칭할 때 디지털이라는 단어를 사용했다. 이 용어는 특히 컴퓨팅 및 일렉트로닉스에서 실제 정보가 이진법 숫자 형태로 변환되는 경우, 예를 들어 디지털 오디오 및 디지털 사진과 같이 가장 일반적으로 사용된다.

## 기호의 디지털 변환
기호(예: 영숫자 문자)는 연속적이지 않으므로, 기호를 디지털로 표현하는 것은 연속적 또는 아날로그 정보를 디지털로 변환하는 것보다 훨씬 간단하다. 아날로그-디지털 변환회로에서와 같이 표본화 및 양자화 대신 폴링 및 인코딩과 같은 기술이 사용된다.
기호 입력 장치는 일반적으로 정기적인 간격으로 폴링되는 스위치 그룹으로 구성되어 어떤 스위치가 눌러졌는지 확인한다. 단일 폴링 간격 내에서 두 개의 스위치가 눌러지거나, 스위치가 눌러졌다가 해제되고 다시 눌러지면 데이터가 손실된다. 이 폴링은 주 CPU에 부담을 주지 않도록 장치의 전문 프로세서에 의해 수행될 수 있다. 새로운 기호가 입력되면 장치는 일반적으로 전문화된 형식으로 인터럽트를 보내 CPU가 이를 읽을 수 있도록 한다.
스위치가 몇 개만 있는 장치(예: 조이스틱의 버튼)의 경우, 각 스위치의 상태는 단일 워드에 비트(일반적으로 해제는 0, 눌러짐은 1)로 인코딩될 수 있다. 이는 키 누름 조합이 의미가 있을 때 유용하며, 키보드의 보조 키(예: Shift 및 Control)의 상태를 전달하는 데 사용되기도 한다. 그러나 단일 바이트 또는 워드의 비트 수보다 많은 키를 지원하도록 확장되지 않는다.
많은 스위치(예: 컴퓨터 자판)가 있는 장치는 일반적으로 이러한 스위치를 스캔 매트릭스에 배열하며, 개별 스위치는 x 및 y 라인의 교차점에 있다. 스위치가 눌러지면 해당 x 및 y 라인을 함께 연결한다. 폴링(이 경우 스캐닝이라고도 함)은 각 x 라인을 순서대로 활성화하고 어떤 y 라인에 디지털 신호가 있는지 감지하여 어떤 키가 눌러졌는지 확인하는 방식으로 수행된다. 키보드 프로세서가 키의 상태가 변경되었음을 감지하면 키의 스캔 코드와 새로운 상태를 나타내는 신호를 CPU에 보낸다. 그런 다음 기호는 보조 키의 상태 및 원하는 문자 인코딩에 따라 인코딩 또는 숫자로 변환된다.
데이터 손실 없이 특정 애플리케이션에 사용자 지정 문자 인코딩을 사용할 수 있다. 그러나 'ß'와 같은 기호를 변환해야 하는데 표준에 없는 경우 ASCII와 같은 표준 인코딩을 사용하는 것은 문제가 된다.
1986년에는 전 세계 정보 저장 기술 용량의 1% 미만이 디지털이었고, 2007년에는 이미 94%에 달했다고 추정된다. 2002년은 인류가 아날로그 형식보다 디지털 형식으로 더 많은 정보를 저장할 수 있게 된 해(즉, 디지털 시대의 시작)로 간주된다.

## 상태
디지털 데이터는 저장 데이터, 전송 중 데이터, 사용 중 데이터의 세 가지 상태로 존재한다. 데이터의 '탄생'부터 파괴까지 전체 수명 주기 동안 기밀성, 무결성, 가용성을 관리해야 한다.

## 디지털 정보의 속성
모든 디지털 정보는 통신과 관련하여 아날로그 데이터와 구별되는 공통 속성을 가지고 있다.
- 동기화: 디지털 정보는 기호가 배열되는 순서로 전달되므로 모든 디지털 방식에는 시퀀스의 시작을 결정하는 방법이 있다. 쓰거나 말하는 인간 언어에서는 동기화가 일반적으로 휴지(공백), 대문자 사용, 문장 부호에 의해 제공된다. 기계 통신은 일반적으로 특별한 동기화 시퀀스를 사용한다.
- 언어: 모든 디지털 통신은 형식 언어를 필요로 하는데, 이 맥락에서 형식 언어는 통신이 성공하려면 디지털 통신의 송신자와 수신자 모두가 사전에 가지고 있어야 하는 모든 정보를 포함한다. 언어는 일반적으로 임의적이며 특정 기호 시퀀스에 할당될 의미, 허용되는 값의 범위, 동기화에 사용될 방법 등을 지정한다.
- 오류: 아날로그 통신에서 방해(잡음)는 의도된 통신과 실제 통신 사이에 항상 어느 정도의, 일반적으로 작은 편차 또는 오류를 발생시킨다. 디지털 통신에서 방해는 방해가 너무 커서 기호가 다른 기호로 오해되거나 기호의 시퀀스를 방해할 때만 오류를 발생시킨다. 거의 오류 없는 디지털 통신을 갖는 것이 일반적으로 가능하다. 또한, 체크 코드와 같은 기술을 사용하여 오류를 감지하고 중복성 또는 재전송을 통해 수정할 수 있다. 디지털 통신에서의 오류는 기호가 다른 기호로 대체되는 대체 오류, 또는 추가적인 잘못된 기호가 디지털 메시지에 삽입되거나 삭제되는 삽입/삭제 오류의 형태로 나타날 수 있다. 디지털 통신에서 수정되지 않은 오류는 통신의 정보 내용에 예측할 수 없고 일반적으로 큰 영향을 미친다.
- 복사: 잡음이 필연적으로 존재하기 때문에, 아날로그 통신을 연속적으로 많이 복사하는 것은 각 세대가 잡음을 증가시키기 때문에 불가능하다. 디지털 통신은 일반적으로 오류가 없기 때문에 복사본의 복사본을 무기한으로 만들 수 있다.
- 과립성: 연속적으로 변하는 아날로그 값의 디지털 표현은 일반적으로 해당 값에 할당될 기호의 수를 선택하는 것을 포함한다. 기호의 수는 결과 데이터의 정밀도 또는 해상도를 결정한다. 실제 아날로그 값과 디지털 표현 간의 차이는 양자화 오류로 알려져 있다. 예를 들어, 실제 온도가 23.234456544453도이지만 특정 디지털 표현에서 이 매개변수에 두 자리 숫자(23)만 할당된 경우 양자화 오류는 0.234456544453이다. 디지털 통신의 이러한 속성을 과립성이라고 한다.
- 압축 가능: 밀러에 따르면, "압축되지 않은 디지털 데이터는 매우 크며, 원시 형태로는 아날로그 데이터보다 더 큰 신호(따라서 전송하기 더 어려움)를 생성할 것이다. 그러나 디지털 데이터는 압축될 수 있다. 압축은 정보를 보내는 데 필요한 대역폭 공간의 양을 줄인다. 데이터는 압축되어 전송된 다음 소비 지점에서 압축 해제될 수 있다. 이를 통해 훨씬 더 많은 정보를 보낼 수 있으며, 예를 들어 디지털 텔레비전 신호가 더 많은 텔레비전 채널을 위해 공중파 스펙트럼에서 더 많은 공간을 제공하게 된다."[5]

## 역사적 디지털 시스템
디지털 신호는 일반적으로 현대 일렉트로닉스 및 컴퓨팅에 사용되는 이진 전자 디지털 시스템과 관련이 있지만, 디지털 시스템은 실제로는 고대이며 이진 또는 전자일 필요는 없다.
- DNA 유전 부호는 자연적으로 발생하는 디지털 데이터 저장 형태이다.
- 문자 텍스트(제한된 문자 집합과 이산 기호 – 대부분의 경우 알파벳 – 사용으로 인해)
- 주판은 기원전 1000년에서 500년 사이에 만들어졌으며, 이후 계산 빈도의 한 형태가 되었다. 오늘날에는 매우 진보되었지만, 행의 구슬을 사용하여 숫자를 나타내는 기본적인 디지털 계산기로 사용될 수 있다. 구슬은 이산적인 위아래 상태에서만 의미가 있으며, 아날로그 중간 상태에서는 의미가 없다.
- 비콘은 아마도 가장 간단한 비전자 디지털 신호일 것이다. 단 두 가지 상태(켜짐과 꺼짐)만 있다. 특히 연기 신호는 가장 오래된 디지털 신호의 예 중 하나인데, 아날로그 "운반체"(연기)가 담요로 변조되어 정보를 전달하는 디지털 신호(연기 기둥)를 생성한다.
- 모스 부호는 6가지 디지털 상태(점, 선, 문자 내 간격(각 점 또는 선 사이), 짧은 간격(각 문자 사이), 중간 간격(단어 사이), 긴 간격(문장 사이))를 사용하여 전기 또는 빛과 같은 다양한 잠재적 운반체를 통해 메시지를 보낸다. 예를 들어, 전신 또는 깜박이는 빛을 사용한다.
- 점자는 점 패턴으로 렌더링된 6비트 코드를 사용한다.
- 수기신호는 특정 위치에 막대나 깃발을 들고 멀리서 보는 수신자에게 메시지를 보낸다.
- 국제 신호기는 알파벳 글자를 나타내는 독특한 표시를 가지고 있어 선박들이 서로 메시지를 보낼 수 있다.
- 최근에 발명된 모뎀은 아날로그 "운반체" 신호(예: 소리)를 변조하여 이진 전기 디지털 정보를 일련의 이진 디지털 음향 펄스로 인코딩한다. 약간 더 일찍, 놀랍게도 신뢰할 수 있는 동일한 개념의 버전은 초기 가정용 컴퓨터와 함께 사용하기 위해 자기 카세트 테이프에 일련의 오디오 디지털 "신호" 및 "신호 없음" 정보(즉, "소리" 및 "침묵")를 묶는 것이었다.

## 같이 보기
- 아날로그-디지털 변환회로
- 바커 코드
- 이진법
- 아날로그 및 디지털 녹음의 비교
- 기억 장치
- 데이터 (컴퓨팅)
- 데이터 잔여물
- 디지털 아키텍처
- 디지털 아트
- 디지털 제어
- 정보 격차
- 디지털 회로
- 디지털 무한대
- 디지털 네이티브
- 디지털 물리학
- 디지털 녹음
- 디지털 혁명
- 디지털 영상
- 디지털-아날로그 변환회로
- 인터넷 포럼

## 더 읽어보기
- Tocci, R. 2006. Digital Systems: Principles and Applications (10th Edition). Prentice Hall. ISBN 0-13-172579-3